# 戦いは終わらない
『戦いは終わらない』（たたかいはおわらない）は、阿部真央の4枚目のオリジナルアルバム。2012年6月6日にポニーキャニオンから発売された。

## 概要
前作『素。』から約1年ぶりとなるアルバム。自身初のセルフプロデュース作品でもある。
これまでのアルバムは書き溜めていた曲を自由に収録していたのに対し、今作は「伝える」というテーマを設け、それに合わせて曲を制作していったという。ジャケットで阿部がニュースキャスターに扮しているのも、このテーマに合わせている。
7枚目のシングル「側にいて」は、シングルバージョンではなくライブで披露したピアノのみのバージョンで収録されている。収録曲「How are you?」と「for you」には、阿部がファンであるバンド「ONE OK ROCK」のドラマーであるTomoyaが参加している。

## 収録内容
| 全作詞・作曲: 阿部真央。 |                                                                                        |          |            |            |      |
| #                        | タイトル                                                                               | 作詞     | 作曲・編曲 | 編曲       | 時間 |
| 1.                       | 「How are you?」                                                                       | 阿部真央 | 阿部真央   | akkin      | 3:59 |
| 2.                       | 「戦いは終わらない」(奈良テレビ放送『ドラマティックナイン』2012年度オープニングテーマ) | 阿部真央 | 阿部真央   | 是永巧一   | 4:37 |
| 3.                       | 「世界はまだ君を知らない」(NHK『春ナビ』テーマソング)                                  | 阿部真央 | 阿部真央   | 小森雄壱   | 4:07 |
| 4.                       | 「春」                                                                                 | 阿部真央 | 阿部真央   | 上田健司   | 5:07 |
| 5.                       | 「君を想った唄」                                                                       | 阿部真央 | 阿部真央   | 上田健司   | 4:54 |
| 6.                       | 「側にいて」(piano ver.)                                                               | 阿部真央 | 阿部真央   | 小森信吾   | 5:07 |
| 7.                       | 「嫌われてないかな」                                                                   | 阿部真央 | 阿部真央   | 十川ともじ | 5:45 |
| 8.                       | 「Sunday morning」                                                                     | 阿部真央 | 阿部真央   | 河野圭     | 4:35 |
| 9.                       | 「プレイボーイ」                                                                       | 阿部真央 | 阿部真央   | 小森雄壱   | 3:17 |
| 10.                      | 「ここにいて」                                                                         | 阿部真央 | 阿部真央   | 十川ともじ | 5:47 |
| 11.                      | 「18歳の唄」                                                                           | 阿部真央 | 阿部真央   | 阿部真央   | 4:37 |
| 12.                      | 「for you」                                                                            | 阿部真央 | 阿部真央   | akkin      | 3:51 |

| #  | タイトル                                                            | 作詞 | 作曲・編曲 |
| -- | ------------------------------------------------------------------- | ---- | ---------- |
| 1. | 「側にいて -music clip-」                                           |      |            |
| 2. | 「世界はまだ君を知らない -music clip-」                             |      |            |
| 3. | 「世界はまだ君を知らない＆戦いは終わらない -ジャケットメイキング-」 |      |            |
| 4. | 「世界はまだ君を知らない -music clip メイキング-」                  |      |            |
| 5. | 「あべまおらじお【番外編】 -メイキング-」                           |      |            |
| 6. | 「NHK「春ナビ」 -ジャケットメイキング-」                            |      |            |
| 7. | 「側にいて -music clip メイキング-」                                |      |            |
| 8. | 「阿部真央らいぶNo.3 -バックステージ-」                             |      |            |

## 演奏
- 阿部真央
  - Vocal
  - Acoustic Guitar (#3.5.9.11.12)
  - Background Vocals (#2.3.9.10.12)
  - Clap (#9)
  - Finger Snap (#10)
- Tomoya (ONE OK ROCK)：Drums (#1.12)
- 高間有一
  - Bass (#1.3.9.12)
  - Clap (#9)
- akkin：Electric Guitar & Programming (#1.12)
- 石井悠也：Drums (#2)
- Chirolyn：Bass, Background Vocals (#2)
- 是永巧一：Keyboards, Acoustic Guitar, Electric Guitar & Solo (#2)
- HALKI：Programming (#2)
- 吉田佳史 (TRICERATOPS)
  - Drums (#3.9)
  - Clap (#9)
- 弥吉淳二
  - Electric Guitar & Solo (#3.9)
  - Clap (#9)
- 小森雄壱：Keyboards & Programming (#3.9)
- 椎野恭一：Drums (#4.5)
- 上田健司：Bass, Keyboards & Programming (#4.5)
- 上田禎
  - Acoustic Piano (#4)
  - Keyboards (#5)
- 西川進
  - Acoustic Guitar (#4.7.10)
  - Electric Guitar (#4.5.7.10)
  - Guitar Solo (#5)
  - 12 Strings Guitar (#7)
- 小林信吾：Acoustic Piano (#6)
- 屋敷豪太：Drums (#7.10)
- 鈴木渉：Bass (#7.10)
- 十川知司：Acoustic Piano, Keyboards & Programming (#7.10)
- 玉田豊夢：Drums (#8)
- 種子田健：Bass (#8)
- 河野圭：Acoustic Piano, Keyboards & Programming (#8)
- 秋山浩徳：Acoustic Guitar & Electric Guitar (#8)
- 雨宮麻未子、亀田夏絵、荒井友美、須原杏：Violin (#8)
- 金孝珍、舘泉礼一：Viola (#8)
- DUPUY ROBIN、今井香織：Cello (#8)
- 村田陽一：Trombone (#8)
- 西村浩二：Trumpet (#8)
- 山本拓夫：Sax (#8)